# Somatina discata
Somatina discata là một loài bướm đêm trong họ Geometridae.